# بتلکو
بتلکو (عربی: بتلکو) شرکت مخابرات بحرینی است، که در زمینه ارائه خدمات شبکه تلفن همراه و رساننده خدمات اینترنتی فعالیت می‌نماید.
شرکت بتلکو در سال ۱۹۸۱ توسط دولت بحرین راه‌اندازی شد و در حال حاضر دارای عملیات در خاورمیانه، آفریقای شمالی، اروپا، آمریکای جنوبی و هند می‌باشد.
دفتر مرکزی این شرکت در شهر الهمله، بحرین قرار دارد و سهام آن در بازار بورس بحرین معامله می‌شود.